# Efeito Sylvia Plath
Efeito Sylvia Plath é um termo cunhado pelo psicólogo James C. Kaufman, em 2001, para se referir ao fenômeno de que escritores criativos são mais suscetíveis a doença mental. O trabalho de Kaufman demonstra que poetas mulheres tendem a sofrer alguma doença mental mais do que qualquer outra classe de escritores. Este estudo tem sido discutido em muitas publicações internacionais, inclusive o New York Times, sendo consistente com outras pesquisas psicológicas.
O efeito foi nomeada a partir da poetisa americana Sylvia Plath, que cometeu suicídio aos trinta anos de idade.[carece de fontes?]